# Miguel Bastos Araújo
Miguel Bastos Araújo (Bruxelas, 1969) é um biogeógrafo, investigador coordenador e professor catedrático português, especialista no estudo dos efeitos das alterações climáticas na biodiversidade.
É um dos cientistas com mais citações a nível mundial, de acordo com a Thomson Reuters, tendo sido identificado  nos anos de 2014, 2015, 2016, 2017, 2018, 2019 e 2020 como "highly cited". Conta com mais de 250 títulos científicos publicados.
Foi galardoado com vários prémios internacionais tendo vencido, em Portugal, o Prémio Pessoa de 2018 (patrocinado pelo grupo Impresa de Francisco Pinto Balsemão). É o primeiro cientista ambiental a recebê-lo pela mão de Marcelo Rebelo de Sousa.

## Biografia

### Origens
Bisneto do conhecido jornalista, olisipógrafo e escritor Português, Norberto de Araújo. Filho de professores universitários (o pai, Jorge Quina Ribeiro de Araújo, biólogo, Professor Catedrático e reitor da universidade de Évora por três ocasiões e a mãe, Maria Helena do Carmo Guilherme Bastos, engenheira química, Professora Associada no Instituto Superior Técnico, autarca nas Câmaras Municipais de Lisboa e Amadora e deputada na Assembleia da República por breve período).
Nasceu em Bruxelas em Abril de 1969, onde o pai se exilou politicamente. Em 1975 vem para Portugal com a mãe reunindo-se pouco depois com os avós maternos, recém retornados de Moçambique. É nessa altura que priva com o seu avô materno Edmundo Guilherme Bastos que, inadvertidamente, o influencia no gosto pela natureza através das narrativas de aventuras na selva, em África, que lhe relata.
A sua formação naturalista é, no entanto, iniciada com o pai por ocasião dos inúmeros passeios que davam na região das Ardenas, imediações de Treignes, Bélgica, onde possuíam uma casa de campo alugada e recolhiam insetos para posterior observação em terrário em casa.

### Estudos
Vindo da Bélgica para Portugal, cresceu entre Lisboa e Évora tendo passado pela Escola Primária de Benfica, Escola Preparatória Pedro de Santarém, Escola Secundária Dom Pedro V, Escola Secundária Severim Faria, Escola Secundária André de Gouveia e Escola Secundária Gabriel Pereira.
Hesitou se matricular-se numa licenciatura de biologia ou geografia, acabando por optar pela licenciatura em Geografia e Planeamento Regional na Faculdade de Ciências Sociais e Humanas da Universidade Nova de Lisboa, em 1994. Nesta formação fez o programa Erasmus na Universidade de Aberdeen, na Escócia, onde frequentou o último ano de licenciatura. Fez o mestrado em Conservação, em 1995, na University College London, seguido de um estágio no Museu de História Natural de Londres, com o professor Dick Vane-Wright.
Em 2000, concluiu o doutoramento em Geografia, pela University College London, sob orientação dos investigadores do Museo de História Natural de Londres, Paul H. Williams, Dick Vane-Wright e Chris Humphries. A sua tese incidiu sobre o desenvolvimento de metodologias para a identificação de áreas importantes para a conservação da biodiversidade tendo, no contexto desta investigação, sido o primeiro investigador a cartografar a biodiversidade continental Portuguesa e Espanhola proporcionando uma avaliação sobre a eficácia das áreas protegidas em ambos territórios.
Em 2019, obtém a Agregação em Biologia pela Universidade de Évora.

### Carreira Profissional
É Investigador Coordenador do Conselho Superior de Investigações Científicas de Espanha (CSIC) no Museu Nacional de Ciências Naturais em Madrid e Professor Catedrático na Universidade de Évora, onde dirige a Cátedra Rui Nabeiro (a primeira cátedra de investigação financiada com fundos privados em Portugal), dedicada à biodiversidade e alterações climáticas. Passou ainda pelo Centro Nacional de Investigação Científica (CNRS; 2001-2003), Oxford University (2004-2005), Universidade de Copenhaga (2006; 2011-2019) e Imperial College de Londres (2013-2014), onde assumiu a Cátedra de Biogeografia Interativa.
Contribuiu para o 4º Relatório de Avaliação do IPCC de 2007 e foi autor do relatório sobre áreas protegidas e alterações climáticas para o Conselho da Europa.
Em 2011 assumiu a curadoria científica da exposição permanente sobre biodiversidade, evolução e conservação inaugurada em 2012 no Museu Nacional de Ciencias Naturais de Madrid. Em 2019, aceita o convite da Câmara Municipal de Lisboa para assumir a curadoria da abertura oficial da Semana Europeia Verde, no âmbito das comemorações de Lisboa Capital Europeia Verde (2020). Em 2020, Preside o Comité de Especialistas do júri externo para avaliar candidaturas ao Prémio Gulbenkian para a Humanidade e integra do seu Grande Juri.
Em 2018, inspirado pelo seu percurso de internacionalização académica, cria uma unidade hoteleira para promoção de residências científicas e artísticas num edifício histórico que recupera para o efeito a poucos metros do Templo Romano de Évora.
Em 2019 foi nomeado Vice-Diretor do Museu Nacional de Ciências Naturais de Madrid (pelouro de formação científica e profissional) e membro do Conselho Nacional do Ambiente e do Desenvolvimento Sustentável, um órgão consultivo do Governo de Portugal. Entre 2020 e 2021 coordena estudo "Biodiversidade 2030 - Contributos para a abordagem Portuguesa para o período pósteras de Aichi", encomendado pelo Ministério do Ambiente e Ação Climática.

## Prémios e honrarias
- Académico correspondente da Academia de Ciências de Lisboa[19] (2023);
- Prémio Visão Verde na categoria de investigação[20] (2023);
- Membro honorário da Ordem dos Biólogos de Portugal[21] (2020);
- Prémio Nacional de Ambiente "Fernando Pereira" (2019) da Confederação Portuguesa das Associações de Defesa do Ambiente
- Prémio Ernst Haeckel (2019) da Federação Europeia de Ecologia;
- Prémio Pessoa (2018);
- Prémio Rey Jaime I de protecção do meio ambiente (2016);
- Royal Society Wolfson Research Merit Award  (2014);
- IBS (International Biogeography Society) MacArthur & Wilson Award (2013);
- GBIF (Global Biodiversity Information Facility) Ebbe Nielsen Prize (2013).

## Legado científico
As publicações de Miguel Bastos Araújo podem ser consultadas no Google scholar. Num primeiro momento desenvolve metodologias inovadoras para a identificação de áreas prioritárias para a conservação da biodiversidade recorrendo a métodos de otimização heurística combinados com modelos empíricos de distribuição de espécies. Num segundo momento aprofunda o uso de modelos de distribuição empírica para projetar os efeitos das alterações climáticas na biodiversidade. Quantifica e demonstra a existência de graus elevados de incerteza associados ao uso deste modelos e propõe soluções para as caracterizar e reduzir recorrendo ao conceito de "ensemble forecasting". É o primeiro investigador a testar os modelos de distribuição de espécies com dados independentes provenientes de séries temporais e pela primeira vez na história das ciências ambientais propõe e publica um conjunto de critérios de avaliação ("standards") que permitam ponderar o grau de qualidade de estudos que usam modelos de distribuição de espécies para auxiliar o processo de decisão em matéria de conservação da biodiversidade. Como resultado da combinação dos seus trabalhos de investigação em biologia da conservação e modelação estatística dos impactes das alterações climáticas na biodiversidade, é dos primeiros investigadores a propor abordagens para identificar áreas importantes para a conservação da biodiversidade que permitam ganhos de resiliência face às alterações climáticas e o primeiro a avaliar quantitativamente os riscos climáticos nas áreas protegidas da Europa. Na sequência da crise pandémica do COVID-19 propôs a utilização dos modelos estatísticos, complementarmente aos modelos matemáticos, para inferir mecanismos e dinâmicas de risco global na propagação do virus SARS-CoV-2 e foi dos primeiros investigadores a propor que a incidência do vírus pudesse ter uma expressão sazonal.      